# Janko Prunk
Janko Prunk (30 de desembre, de 1942, Loka pri Zidanem Mostu municipi de Sevnica) és un historiador eslovè d'història moderna.
Prunk ha escrit sobre història moderna, la gènesi de formacions polítiques modernes, i la història de la filosofia social i política a Eslovènia. També ha escrit sobre la història de moviments polítics a Eslovènia des del segle xix fins a la Segona Guerra Mundial, especialment sobre el socialisme cristià eslovè i la història del nacionalisme eslovè. Prunk és membre de l'Institut d'Història Europea de Magúncia (Alemanya), i del Centre d'Estudis per a la Integració Europea a Bonn.

## Educació
Graduant en història i sociologia a la Universitat de Ljubljana, el 1966. El 1976, obtenia el seu doctorat amb una tesi sobre la relació entre el moviment socialista cristià eslovè i la Lliga dels Comunistes d'Eslovènia en el si del Front d'alliberament eslovè, tema controvertit a l'època. El 1984 i el 1988, Prunk obtingué beques de la Fundació Alexander Von Humboldt, fet que el permetia continuar els seus estudis a Colònia i Friburg. Més tard, treballà com a investigador a la universitat de friburg. Des de 1966 a 1995, col·laborava amb l'Institut per a la història moderna a Ljubljana, on és professor a la Facultat de Ciències socials de la Universitat de Ljubljana.

## Política
Ha estat implicat també activament en política. Admirador de Jože Pučnik, Prunk s'unia a l'Oposició Democràtica D'Eslovènia després de la democratització del país. Era un membre actiu del Partit Democràtic Eslovè (conegut com a Partit social demòcrata eslovè entre 1989 i 2003). Entre 1992 i 1993, Prunk fou Ministre d'eslovens a fora d'Eslovènia i Minories Nacionals a Eslovènia al primer govern de coalició de Janez Drnovšek.
Després de 1994, Prunk es retirà de política durant una dècada. Abans de les eleccions parlamentàries de 2004, feia campanya pel Partit Democràtic Eslovè. El 2005, era nomenat pel Ministre d'Assumptes Exteriors Dimitrij Rupel, com a president de la Comissió Històrica esloveno-croata, formada pel Govern dels dos països. Entre 2004 i 2008, fou president del Comitè intern del Partit Democràtic Eslovè per a Polítiques d'Educació. Dimitia el 2008 a causa de desacords sobre la política Governamental que afavoria universitats privades. Després d'abandonar el partit, es tornava molt crític amb el llavors primer ministre Janez Janša, a qui acusava de ser un "liberal amb tarannà autoritari, que aspira a ser un "Piłsudski eslovè".
Després de les eleccions parlamentàries de 2008, Prunk explicava la seva decepció amb el Partit Democràtic Eslovè a conseqüència del gir neoliberal d'aquest. En l'opinió de Prunk, el partit es girava d'esquena als ideals d'estat de benestar que promulgava el seu fundador Jože Pučnik. Prunk també criticava el tipus de lideratge carismàtic del president del partit Janez Janša, manifestant que aquest probablement es col·lapsaria si Janša dimitia.

## Publicacions
Janko Prunk ha escrit vora 400 articles especialitzats, i 15 llibres, des de 1966. El seu llibre Breu història d'Eslovènia: Fons històric de la República d'Eslovènia, és un dels més complets treballs en la història moderna d'Eslovènia.

### Obres
- A brief history of Slovenia: Historical background of the republic of Slovenia. 1st.  Ljubljana, Slovenia: Založba Grad, 1996-05-15. ISBN 961-9011929.[11]
- A brief history of Slovenia. 2nd, revised.  Ljubljana, Slovenia: Založba Grad, 2000. ISBN 961-9011961.
- A brief history of Slovenia. 3rd, renewed.  Ljubljana, Slovenia: Založba Grad, 2008-06-10. ISBN 978-9619244807.
- Die rationalistische Zivilisation[12] (en alemany).  Bonn, Germany: Zentrum für Europäische Integrationsforschung, Rheinische Friedrich-Wilhelms-Universität, 2003. ISBN 3-936183260.
- Racionalistična civilizacija : 1776-2000[13][14] (en eslovè). 1st.  Ljubljana, Slovenia: Mladinska knjiga, 2008. ISBN 978-9610106296.